# Un macho de mujer
Un macho de mujer es una película dominicana de comedia dirigida por Alfonso Rodríguez que se estrenó el 9 de febrero de 2006. Fue galardonada como mejor película del año en los Premios Casandra de 2007.

## Sinopsis
Es la historia de Ramón, un individuo que después de trabajar en la oficina no tiene reparos en irse de parranda con dos de sus compañeros de trabajo. Esta situación se repite una y otra vez hasta hastiar a su esposa. Un día un personaje enigmático le regala un amuleto que provoca un hechizo en su esposo intercambiando los roles familiares de ambos.

## Reparto
- Roberto Ángel Salcedo como Ramón
- Ana Karina Casanova como Laura
- Daniel Sarcos como Juan
- Jochy Santos como José
- Anabell Alberto como Mariel
- Tania Báez como Karla
- Niní Cáffaro como Sr. Rojas
- María Cristina Camilo como Doña Lola
- Liliana Díaz como Madre de Laura
- María del Carmen Hernández como Lourdes
- Renata Soñé como Lorena
- Robmariel Olea como componente del trío musical